# Ngawang Namgyal (Rinpungpa)
Ngawang Namgyal (tibétain : ངགཌབང་རྣམ-རྒྱལ, Wylie : ngag-dbang rnam-rgyal), décédé vers 1544 ou 1554, est un régent du Tsang de la dynastie Rinpungpa.